# В постели с Викторией
«В постели с Викторией» (фр. Victoria) — французская комедийная драма 2016 года, снятая режиссёром Жюстин Трие. Премьера фильма состоялась 12 мая 2016 году на 69-м Каннском кинофестивале, где он принимал участие в программе Международной недели критики. В 2017 году лента была номинирована в пяти категориях французской национальной кинопремии «Сезар», в том числе как «Лучший фильм».

## Сюжет
История разворачивается вокруг Виктории Спик, которая работает адвокатом, специалистом по уголовному праву, и она в разводе. Из-за того, что Виктория много работает, она часто не видит своих маленьких дочерей и ей приходится оставлять их под присмотром нянь. Однако она находит время, чтобы сходить на свадьбу подруги. Там Виктория сталкивается с бывшим клиентом Сэмом и нанимает парня в качестве новой няни, хотя Сэм торговал наркотиками. На следующий день оказывается, что один из друзей женщины, Венсан, во время вечеринки якобы изнасиловал свою девушку, та подает в суд, а Венсан убеждает Викторию стать его адвокатом. Между тем литературный блогер Давид, бывший муж Виктории и отец её детей, начинает публиковать слабо завуалированные истории об эротических приключениях Виктории в то время, когда у неё ещё было время для секса.

## В ролях
| Актёр          | Роль                  |
| -------------- | --------------------- |
| Виржини Эфира  | Виктория Спик         |
| Венсан Лакост  | Самуэль Малле         |
| Мельвиль Пупо  | Венсан Коссарски      |
| Лоран Пуатрено | Давид                 |
| Лоре Кэлам     | адвокат Виктории      |
| Жюли Мулье     | судья                 |
| Артур Арари    | дрессировщик шимпанзе |
| Клэр Бургер    | Лесли Шевалье         |

## Номинации
| Список наград и номинаций            | Список наград и номинаций | Список наград и номинаций            | Список наград и номинаций   | Список наград и номинаций | Список наград и номинаций |
| Кинопремия                           | Дата церемонии            | Категория                            | Номинанты                   | Результат                 | Ис.                       |
| ------------------------------------ | ------------------------- | ------------------------------------ | --------------------------- | ------------------------- | ------------------------- |
| Каннский международный кинофестиваль | 2016                      | Приз жюри «Собачьей пальмовой ветви» | Жак                         | Победа                    |                           |
| Премия «Магритт»                     | 4 февраля 2017            | Лучшая актриса                       | Виржини Эфира               | Победа                    | [ 5 ]                     |
| Премия «Люмьер»                      | 30 января 2017            | Лучшая актриса                       | Виржини Эфира               | Номинация                 | [ 6 ]                     |
| Премия «Сезар»                       | 24 февраля 2017           | Лучший фильм                         | Эмманюэль Шоме, Жюстин Трие | Номинация                 | [ 7 ]                     |
| Премия «Сезар»                       | 24 февраля 2017           | Лучшая актриса                       | Виржини Эфира               | Номинация                 | [ 7 ]                     |
| Премия «Сезар»                       | 24 февраля 2017           | Лучший актёр второго плана           | Венсан Лакост               | Номинация                 | [ 7 ]                     |
| Премия «Сезар»                       | 24 февраля 2017           | Лучший актёр второго плана           | Мельвиль Пупо               | Номинация                 | [ 7 ]                     |
| Премия «Сезар»                       | 24 февраля 2017           | Лучший оригинальный сценарий         | Жюстин Трие                 | Номинация                 | [ 7 ]                     |